# HMS Agamemnon (1781)
El HMS Agamemnon fue un navío de línea británico de 64 cañones de la clase Ardent construido en los astilleros de Bucklers Hard en 1777. Sirvió a la Royal Navy, participando en episodios tan importantes como la Guerra de Independencia de los Estados Unidos, las guerras revolucionarias francesas, la batalla de Copenhague o la batalla de Trafalgar, donde participó en la captura del navío español Santísima Trinidad.
Fue el primero de su nombre que sirvió en la Royal Navy. En ella sirvió como capitán Horatio Nelson durante tres años, desde enero de 1793 hasta abril de 1796, durante las campañas del Mediterráneo.
Después de 1805, la Royal Navy asignó al HMS Agamemnon la patrulla de las aguas de América del Sur, entre Río de la Plata y Brasil. Su mal estado contribuyó a que se hundiera durante una tormenta acaecida en junio de 1809 junto a la Isla Gorriti, en la costa de Maldonado (Uruguay). El pecio fue encontrado en 1993 y varios de sus instrumentos recuperados, incluido uno de sus cañones.

## Construcción
El HMS Agamemnon fue ordenado construir por el armador Henry Adams en los astilleros Bucklers Hards en la rivera del río Beaulieu el 5 de febrero de 1777 bajo modelo de la clase Ardent, ideada por Thomas Slade. En mayo de ese mismo año se colocó la quilla del barco. La madera con la que se construyó la nave procedió de los bosques de New Forest. Su costo total ascendió hasta 38.303 libras esterlinas de la época. Fue comisionada el 28 de marzo de 1781 bajo el capitán Benjamin Caldwell, y probada en el mar el 10 de abril.
Fue bautizada con el nombre del mítico rey griego Agamenón, que participó en la Guerra de Troya. Fue el primer navío de la Royal Navy en llevar dicho nombre. Horatio Nelson dijo del mismo que era su navío favorito.

## Guerra franco-británica
En noviembre de 1781, el Almirantazgo tenía noticias de sus servicios de inteligencia de que se estaba preparando un gran convoy que saldría del puerto de Brest bajo mando del almirante De Guichen. Dicho convoy estaba compuesto por transportes que llevaban suministros navales para las Indias Occidentales y la flota francesa en las Indias Orientales. El HMS Agamemnon formaba parte del escuadrón de 18 barcos que el almirante Richard Kempenfelt (11 de los cuales montaban 64 o cañones) comandaba desde el HMS Victory. Kempenfelt recibió la orden de interceptar el convoy, lo que hizo la tarde del 12 de diciembre en el golfo de Vizcaya, aproximadamente a 150 millas al sudoeste de Ouessant. Con la escolta naval francesa a sotavento del convoy, Kempenfelt atacó inmediatamente, capturando 15 de los transportes antes del anochecer. El resto del convoy se dispersó, volviendo la mayoría a Brest; solo cinco transportes llegaron a las Indias Occidentales.
A principios de 1782, el barco navegó hasta las Indias Occidentales como parte del escuadrón del almirante Sir George Rodney, con el contraalmirante Sir Samuel Hood como segundo al mando. El 9 de abril, participó en la Batalla de los Saintes, la cual comenzó con una escaramuza indecisa en la que los barcos de la división de vanguardia, bajo el mando de Hood, resultaron gravemente dañados y obligados a retirarse para realizar reparaciones. El 12 de abril, el HMS Agamemnon participó en la segunda acción, que resultó ser mucho más decisiva. En el transcurso de la batalla, el navío perdió a 2 tenientes y 14 tripulantes, y tuvo 22 marineros heridos.
Después de que la firma del Tratado de París pusiera fin a la guerra anglofrancesa, el HMS Agamemnon regresó de las Indias Occidentales a Chatham, donde quedó atracado el 29 de octubre de 1783 por reparaciones y reposición de su revestimiento de cobre. Salió del muelle el 4 de junio de 1784, y posteriormente fue recluido en régimen ordinario.

## Guerra con la Francia revolucionaria

### Bajo el mando de Horatio Nelson
Anticipándose al comienzo de la participación de Reino Unido en las Guerras revolucionarias francesas tras la ejecución de Luis XVI, el HMS Agamemnon volvió al servicio en activo en enero de 1793 bajo el mando del capitán Horatio Nelson. Se le ordenó navegar hasta el Mediterráneo para unirse a la flota del vicealmirante Hood, que estaba bloqueando el puerto francés de Tolón. El 27 de agosto, la ciudad declaró su lealtad a la causa realista de Borbón, y la flota de Hood se trasladó a tomar el control del astillero naval y los 30 buques franceses de la línea que estaban en el puerto. Después de capturar 19 de los barcos, el HMS Agamemnon fue enviado a Nápoles para pedir al rey Fernando IV refuerzos con los que asegurar la ciudad, aceptándose proporcionar 4.000 hombres para dicha causa. Cuando el ejército revolucionario, comandado por Napoleón Bonaparte, lanzó su asalto contra Tolón, las tropas demostraron ser insuficientes para retenerlo, y se vieron obligados a abandonar la ciudad. Más tarde, el barco luchó el 22 de octubre de 1793, frente a las costas de Cerdeña, contra un escuadrón de fragatas francesas.
En abril y mayo de 1794, los marineros de HMS Agamemnon, dirigidos por Nelson, ayudaron a capturar la ciudad corsa de Bastia. Los franceses se rindieron el 21 de mayo, tras un asedio de 40 días. Después de esta acción, el HMS Agamemnon se vio obligado a navegar hasta aguas de Gibraltar para someterse a reparaciones urgentes, tras un periplo por el mar de 16 meses que la desgastó sin un acondicionamiento constante. Una vez completadas las reparaciones, regresó a Córcega y fondeó al sur de Calvi el 18 de junio, ciudad que ayudó a asediar durante cerca de dos meses.

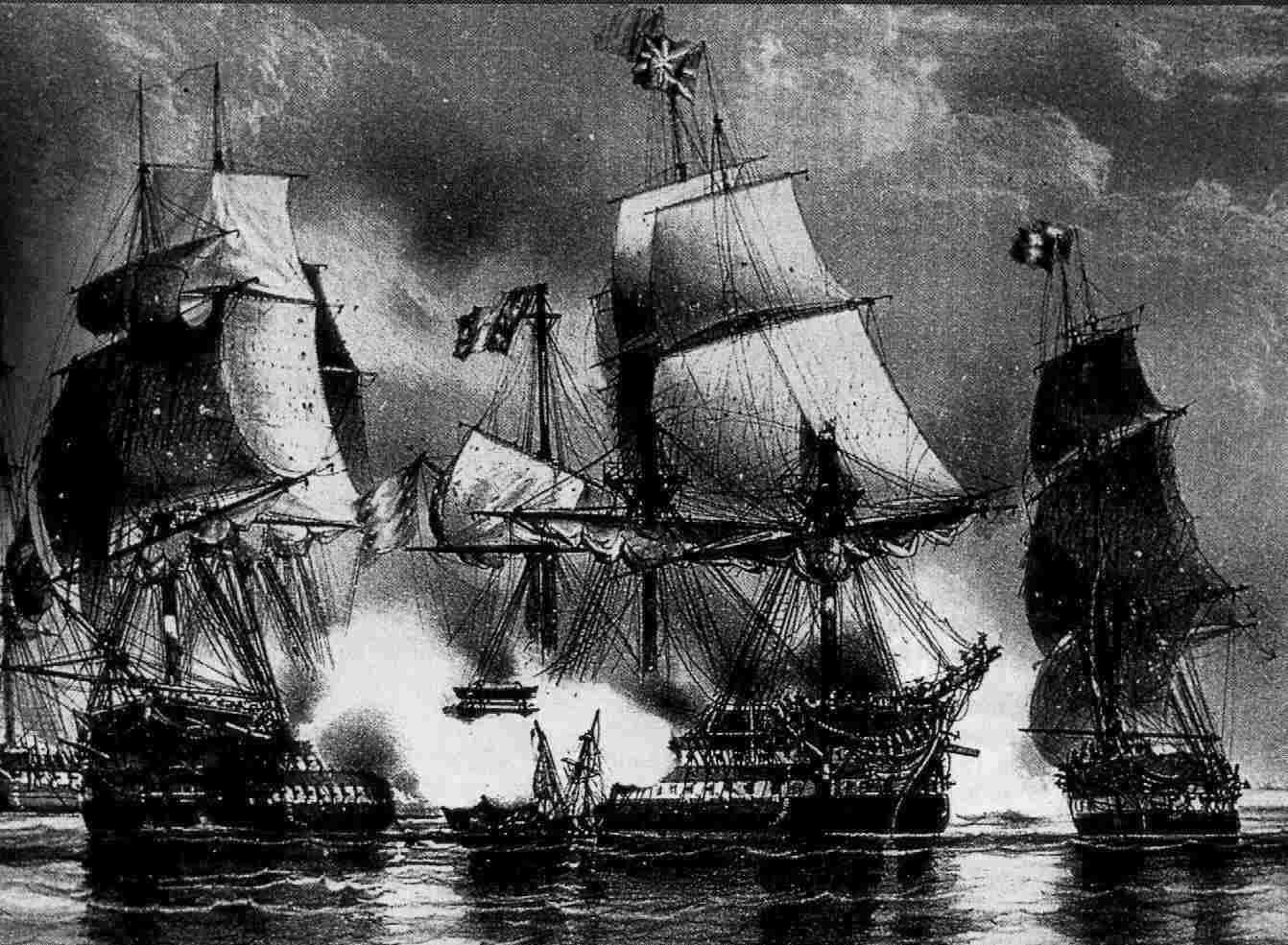
El HMS Agamemnon (izq.) luchando contra el barco francés Ça Ira, el 13 de marzo de 1795. Detrás, a la izq. el HMS Inconstant se bate contra el Vestale.

Aún con la flota del Mediterráneo, ahora bajo el mando del vicealmirante William Hotham, el HMS Agamemnon participó en la Batalla de Génova, cuando una flota francesa, que comprendía 15 navíos de línea, fue avistada el 10 de marzo de 1795. Tres días más tarde, los franceses no mostraron signos de estar dispuestos a dar batalla, ordenando Hotham su persecución. El barco francés Ça Ira perdió sus mástiles delanteros y principales cuando se topó con uno de los otros barcos de la flota francesa, el Victoire, permitiendo que el navío británico HMS Inconstant la alcanzara y se enfrentara a ella. El HMS Agamemnon, junto al HMS Capitan, prestó fuego de cobertura hasta que la llegada de más barcos franceses condujo a la orden de retirada.
El 7 de julio de 1795, mientras estaba en compañía de un pequeño escuadrón de fragatas, el HMS Agamemnon fue perseguido por una flota francesa de 22 naves de línea y 6 fragatas. Debido a los vientos adversos, Hotham no pudo acudir en su ayuda hasta el día siguiente, y la flota francesa fue avistada nuevamente el 13 de julio, frente a las Islas de Hyères. Hotham hizo señas para que sus naves de la línea lo persiguieran, y en la Batalla de las Islas Hyères, el HMS Agamemnon fue uno de los pocos barcos de la Royal Navy que atacó a la flota enemiga. Al final de la contienda, muchos barcos franceses consiguieron escapar hacia el Mediterráneo, lo que fue considerado un error estratégico para los británicos, y se echó en culpa a Hotham tal acción, siendo relevado de su cargo como Comandante en Jefe de la Flota del Mediterráneo por el almirante John Jervis.
Nelson fue promovido a Commodore el 11 de marzo. Poco después, en la acción del 31 de mayo de 1796, los barcos de HMS Agamemnon y el escuadrón de Nelson capturaron un pequeño convoy de buques franceses frente a la costa franco-italiana, mientras sufrían bajas mínimas.
El 10 de junio de 1796 el Nelson reemplazó al Capitán John Samuel Smith como comandante de HMS Agamemnon. El buque, habiendo sido considerado en gran necesidad de reparación, regresó a Inglaterra.

### Motín y etapa en el Báltico

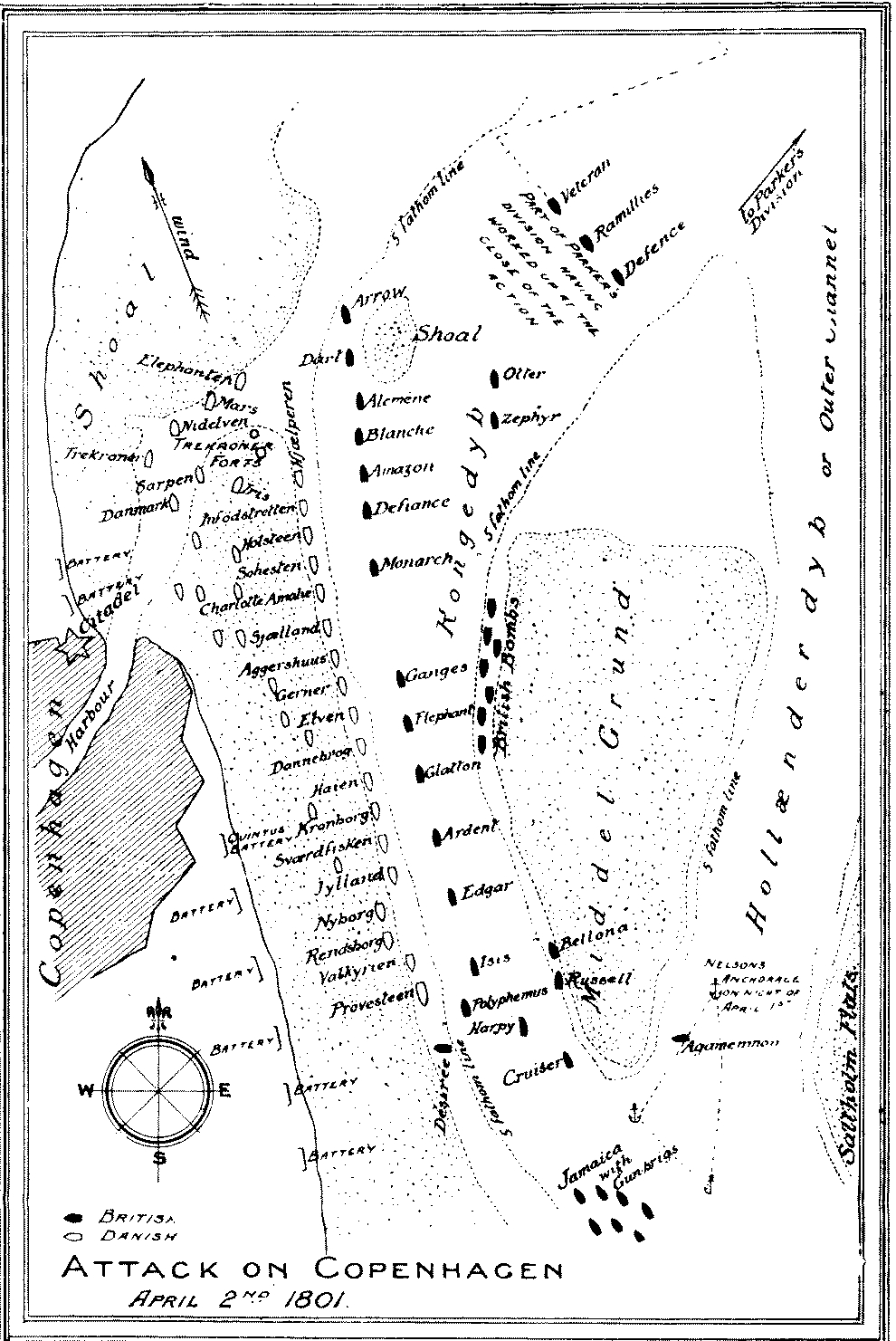
Diagrama de la batalla de Copenhague (1801), que situaba al HMS Agamemnon cerca de la tierra, en el borde inferior derecha.

En mayo de 1797, mientras estaba bajo el mando del capitán Robert Fancourt, el HMS Agamemnon estuvo involucrado en el motín de Nore. El 29 de mayo, el escuadrón británico del Mar del Norte que yacía en Great Yarmouth fue enviado a la mar. Solo tres barcos, los HMS Adamant, Agamemnon y Glatton, obedecieron la señal, pero la tripulación del Agamemnon se amotinó más tarde y navegó de regreso a puerto. Después de que los amotinados formaran un bloqueo de Londres, varios barcos comenzaron a abandonar el motín más amplio, en muchos casos siendo atacados por los barcos restantes. El orden finalmente fue restaurado a bordo del HMS Agamemnon cuando los marineros leales expulsaron por la fuerza a los amotinados. El Capitán Fancourt pudo obtener un indulto para la compañía del barco restante.
El 18 de marzo de 1800, el barco, en ruta por Gales, sufrió daños al acercarse a la localidad de Penmark. Pudo llegar hasta Falmouth, a cuyo puerto arrió el 25 de marzo de 1800. No obstante, las reparaciones fueron más serias de las que se pensaba en un primer momento y fue necesario que regresara a su puerto de cabecera, en Plymouth, en cuyos astilleros estuvo a punto de irse a pique por una grave fuga en el casco.
En respuesta a los acontecimientos en el Báltico en 1801 que amenazaban con privar a Gran Bretaña de suministros navales muy necesarios, Agamemnon fue enviado como parte de una flota bajo el almirante Sir Hyde Parker y el vicealmirante Lord Nelson para atacar a los daneses en Copenhague. El 2 de abril, el Agamemnon fue parte de la división de Nelson que luchó en la Batalla de Copenhague. El  Agamemnon se posicionó en segundo lugar en la línea después del HMS Edgar, y después de pasar por el canal exterior, conectó a tierra mientras intentaba rodear el extremo sur del banco de arena del Medio. Mientras la batalla se desarrollaba en torno al Agamemnon, junto con Bellona y Russell, que también habían encallado, mostraban señales de socorro. Las tres naves varadas fueron eventualmente sacadas del Terreno Medio en la noche del 3 de abril.
Tras el Tratado de Amiens, por el que concluyó la Guerra Revolucionaria, el HMS Agamemnon fue confinado en Chatham en 1802.

## Guerras Napoleónicas
A comienzos de 1802, el estado general del HMS Agamemnon era tan deplorable que, si no se hubieran reiniciado las hostilidades con Francia, probablemente habría sido desguazado y sus piezas reutilizadas en otros navíos en mejor estado. Después de la entrada del Reino Unido en las Guerras Napoleónicas, el Agamemnon regresó al servicio en activo bajo el mando del capitán John Harvey el 31 de julio de 1804, uniéndose a la flota británica del Canal del almirante William Cornwallis.
Formó parte de la flota del vicealmirante Robert Calder que navegaba frente al cabo Finisterre el 22 de julio de 1805, cuando la flota combinada franco-española de las Indias fue avistada. Los barcos británicos se formaron en línea de batalla, con el HMS Agamenón estando quinto en la línea, y entraron en contacto con la flota del almirante Villeneuve. En la batalla del cabo Finisterre, el HMS Agamemnon tuvo tres heridos y perdió su mástil de mesana y parte del aparejo del trinquete.

### Batalla de Trafalgar

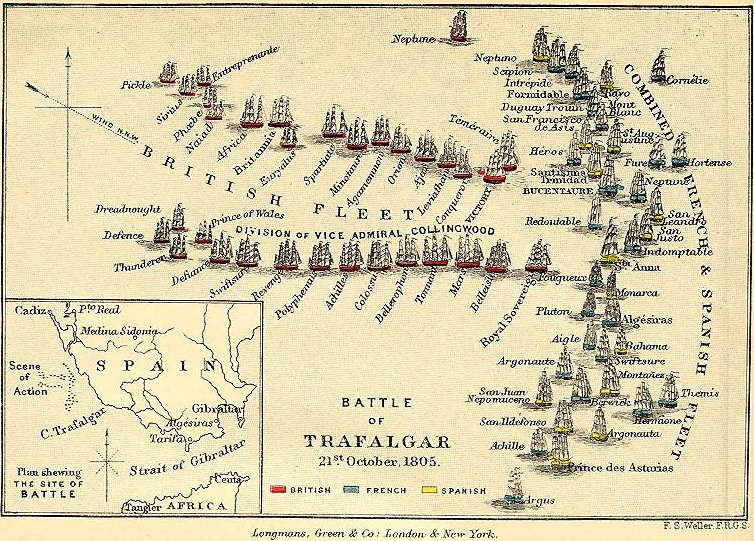
Posiciones de los navíos británicos al comienzo de la batalla de Trafalgar.

El 17 de septiembre de 1805, después de completar un pequeño reacondicionamiento de su barco en los muelles de Portsmouth, el capitán Harvey fue reemplazado al mando del barco por sir Edward Berry, que anteriormente había comandado el buque insignia de Horatio Nelson, el HMS Vanguard, en la batalla del Nilo. El 3 de octubre partió de Spithead para unirse a la flota del vicealmirante Nelson y bloquear la flota combinada de Villeneuve en Cádiz. En el camino, se encontraron con un escuadrón francés de seis barcos de la línea y varios buques más pequeños, que les quisieron dar caza.
El 21 de octubre de 1805, el HMS Agamemnon luchó en la batalla de Trafalgar, colocado en la columna que dirigía desde el HMS Victoria Nelson. Tras varias horas de combate en las aguas de Cádiz, y con Nelson muerto en la cubierta de su barco, el capitán de la flota Thomas Hardy ordenó a Berry que persiguiera a los barcos que huían para refugiarse en la bahía gaditana, sin poder conseguirlo finalmente. En la batalla, el barco sufrió dos pérdidas humanas y tuvo ocho heridos.
Después de la batalla, el HMS Agamemnon remolcó a su compañero, el HMS Colossus, hasta Gibraltar. Después de realizársele las reparaciones pertinentes, el barco se incorporó al escuadrón del vicealmirante Collingwood, que había reiniciado el bloqueo de Cádiz.

### Carrera posterior
Después de algunos meses frente a las costas españolas, a comienzos de 1806 el HMS Agamemnon fue derivado a la flota de las Indias Occidentales que mandaba el vicealmirante Duckworth, donde tenía como primer objetivo perseguir a una flota mercantil francesa que se dirigía a Saint-Domingue. El 6 de febrero, ambas escuadras se enfrentaron frente a la isla.
Un año más tarde se le asignó a la flota del almirante James Gambier, a quien se le ordenó tomar el control de la flota danesa antes de que esta pudiera caer en manos francesas. En aguas del Mar del Norte, el HMS Agamemnon tomó parte de la segunda batalla de Copenhague y, al igual que en la primera, volvió a encallar. Después de ser liberada, el navío dirigió sus baterías de cañones hacia la ciudad, que bombardeó durante cinco días. El 7 de septiembre de 1807, los daneses se rindieron. Dos meses más tarde, el HMS Agamemnon recibió nuevas órdenes de trasladarse hasta Lisboa, donde debía participar en su bloqueo.

## Hundimiento
El 16 de junio de 1809, el HMS Agamemnon, junto con el resto del escuadrón dirigido por el contraalmirante Michael de Courcy ingresó en la bahía de Maldonado (Uruguay) para resguardarse de una tormenta. El barco encalló en un banco de arena desconocido en las cartas náuticas y tocó el fondo del mismo haciendo que el ancla perforara el casco. Al día siguiente del incidente, la tripulación del barco tuvo que ser evacuada y transportada a otro buque del escuadrón, siendo abandonada en el sitio.
Hubo un juicio para evaluar el riesgo de la pérdida del HMS Agamemnon en Río de Janeiro el 22 de julio de 1809, a bordo del HMS Bedford. Se descubrió que la nave podría haberse salvado de su abandono si esta hubiera estado mejor cuidada y hubiese sido reparada anteriormente. El capitán Rose fue absuelto de los cargos.